# Ånge község
Ånge község (svédül: Ånge kommun) Svédország 290 községének egyike.
1971-ben Ånge, Torp, Borgsjö és Haverö egyesülésével jött létre.

## Települései
A községben 6 település található:
| Település   | Népesség | Megjegyzés         |
| ----------- | -------- | ------------------ |
| Ånge        |          | a község székhelye |
| Alby        |          |                    |
| Fränsta     |          |                    |
| Ljungaverk  |          |                    |
| Torpshammar |          |                    |
| Örtavall    |          |                    |

### Külső hivatkozások
- Hivatalos honlap